# Dibutyl-squarát
Dibutyl-squarát je organická sloučenina se vzorcem C12H18O4, která je esterem kyseliny kvadrátové.
Používá se na léčbu bradavic a alopecie.